# Монтемилетто, Карло ди Токко
Карло ди Токко (итал. Carlo di Tocco; 11 июля 1592, Рефранкоре — 14 февраля 1674, Неаполь), 2-й князь ди Монтемилетто — государственный и военный деятель Испанской империи.

## Биография
Сын неаполитанского и венецианского патриция Джованни ди Токко (ум. 1626), сеньора-соправителя Рефранкоре, и Беатриче Салинас де Эрмосы (ум. между 1662 и 1664).
Сеньор-соправитель Рефранкоре, неаполитанский и венецианский патриций, граф Монтаперто (1614). После смерти в 1631 году бездетного кузена Джован Баттисты стал князем Монтемилетто, бароном Монтефальчоне, Манокальцати и Серра после смерти своего кузена.
Принц королевской крови и герцог (титулярный) Левкады, признанный королем Испании в 1642 году.
Подеста Беневенто (грамота городских консулов от 23 февраля 1631). 10 февраля 1642 в Мадриде назначен членом Коллатерального совета Неаполитанского королевства без жалованья с привилегиями. Вступил в должность в Неаполе 29 августа 1642.
Участвовал в Тридцатилетней войне. В 1642 году был пожалован Филиппом IV в рыцари ордена Золотого руна.

## Семья
Жена (22.06.1614): Ипполита Караччоло (1597—10.02.1678), 5-я герцогиня ди Сичиньяно, дочь Бернабо Караччоло, 3-го герцога ди Сичиньяно,  и Корнелии Караччило
Дети:
- Порция (20.07.1618 — после 10.09.1643). Муж (контракт 23.05.1630): Антонио ди Токко
- Анна Мария (18.06.1620—24.06.1621)
- Беатриче (15.09.1621—?), монахиня-клариссинка в монастыре Санта-Мария-делла-Сапиенца в Неаполе с 1645. Отказалась от наследства в пользу отца актом от 18 марта 1647
- Корнелия (р. 11.07.1623, ум. ребенком)
- Корнелия (р. 27.09.1624, ум. ребенком)
- Анна (р. 7.02.1632)
- Антония (р. 19.04.1627, ум. ребенком)
- Леонардо (р. 16.11.1630, ум. ребенком)
- Маргерита (р. 14.05.1632, ум. ребенком)
- Мария Маддалена (09.1633—?), монахиня монастыря делла Сапиенца в Наполе с 1655. Отказалась от наследства в пользу отца актом от 24.09.1655